# Балкарский район
Балкарский район — район, существовавший в Кабардино-Балкарской АО РСФСР в 1931—1935 годах. Центр — город Нальчик.
Балкарский район был образован 30 сентября 1931 года в составе Кабардино-Балкарской АО Северо-Кавказского края путём преобразования Балкарского округа.
28 января 1935 года Балкарский район был упразднён, а его территория разделена на три новых района: Черекский (к нему отошли Верхне-Балкарсий, Средне-Балкарсий, Нижне-Балкарский, Ташлы-Талинский, Кашкатауский, Безенгиевский, Шикийский, Верхне-Хуламский, Нижне-Хуламский, Хасаньинский и Белореченский сельсоветы), Чегемский (к нему отошли Верхне-Чегемский, Нижне-Чегемский, Актопракский и Яникойский сельсоветы) и Эльбрусский (к нему отошли Гунделенский, Лашкутинский, Былымский, Нижне-Баксанский, Верхне-Баксанский и Эльбрусский сельсоветы)